# Masacre de Myall Creek
La Masacre de Myall Creek se refiere al asesinato de hasta 30 aborígenes australianos por hombres europeos el 10 de junio de 1838 en Myall Creek, cerca de Bingara, al norte de Nueva Gales del Sur. Después de dos juicios, siete de los doce acusados fueron declarados culpables de asesinato y condenados a muerte en la horca.

## Masacre
Un grupo de  ganaderos, compuesto de once convictos y ex convictos dirigidos por un ocupante ilegal, John Fleming, llegaron a la station (término equivalente a rancho en Norteamérica y estancia en América del Sur) en Myall Creek de Henry Dangar el 10 de junio de 1838. Cabalgaron hasta las cabañas de la station Myall Creek junto a la cual estaba acampando un grupo de unos treinta y cinco aborígenes. Eran parte del pueblo Wirrayaraay (ortografía alternativa: Weraerai), grupo que pertenecía a la tribu kamilaroi. Habían estado acampando en la station de Myall Creek Station durante unas pocas semanas después de haber sido invitados por uno de los ganaderos convictos, Charles Kilmeister, para llegar a la estación para su seguridad y protección de las bandas de merodeadores ganaderos que estaban vagando por el distrito y dando muerte a los aborígenes que podían encontrar. Estos aborígenes habían estado acampados pacíficamente en la station de Peter McIntyre durante unos meses. Eran, por lo tanto, bien conocidos por los blancos. La mayoría de ellos habían dado nombres como Daddy, King Sandy, Joey, Martha y Charley a los europeos. Algunos de los niños hablaban algo de inglés. Cuando los ganaderos entraron en su campamento, los aborígenes huyeron hacia la cabaña del convicto Charles Kilmeister pidiendo protección.

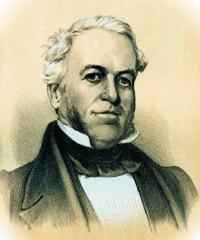
Henry Dangar (1796 - 1861).

Cuando el cuidador de la station, George Anderson, les preguntó qué iban a hacer con los aborígenes, John Russell dijo que iban a "hacerse cargo de ellos y llevárselos a la parte de atrás para asustarles." Los ganaderos entraron después en la cabaña, ataron a los aborígenes a una larga cuerda de sujeción y se los llevaron a un barranco junto a la colina, a unos 800 metros al oeste de las cabañas de la station. Allí los mataron a todos excepto a una mujer a la que mantuvieron con ellos durante un par de días más. Las cerca de 28 personas asesinadas eran en su mayoría mujeres, niños y ancianos. La mayoría de los hombres más jóvenes estaban ausentes en una station vecina de extracción de corcho. La mayoría de los aborígenes fueron asesinados con espadas, ya que George Anderson, que se negó a participar en la masacre, claramente había escuchado solo dos disparos. A diferencia de Anderson, Charles Kilmeister se unió a la masacre de los aborígenes. Después, Fleming y su banda marcharon en busca del resto del grupo para asesinarlos, ya que sabían que habían ido a la station vecina. Regresaron dos días después a Myall Creek, donde desmembraron y quemaron los cuerpos.
Cuando el gerente de la estación, William Hobbs, regresó varios días después y descubrió los cuerpos, contando hasta veintiocho de ellos (como fueron decapitados y desmembrados existían dificultades para determinar el número exacto), se decidió a denunciar el incidente, pero en un primer momento Kilmeister le convenció de no hacerlo. Hobbs había discutido con un supervisor de la station vecina, Thomas Foster, quien dijo a Frederick Foot que cabalgase a Sídney para informar al nuevo gobernador, George Gipps. Con el apoyo del procurador general, John Plunkett, Gipps ordenó al magistrado de Policía Edward Denny Day, en Muswellbrook, investigar la masacre.
Edward Denny Day llevó a cabo una investigación a fondo, a pesar de que los cuerpos habían sido retirados del lugar de la masacre donde solo se encontraron algunos fragmentos de huesos. Arrestó a once de los doce autores. El único que logró escapar fue el jefe de la masacre, John Fleming. Anderson fue crucial en la identificación de los detenidos.

## Juicios
Comenzado el 15 de noviembre de 1838, la causa se dirimió ante el Presidente del Tribunal Supremo de Nueva Gales del Sur, James Dowling. Los acusados fueron representados por tres abogados (Foster, A'Beckett y Windeyer) pagados por una asociación de terratenientes y ganaderos del Valle de Hunter y de la región de las Llanuras de Liverpool, que incluía a Henry Dangar, el dueño de la station de Myall Creek. La Black Association, como se hacían llamar, estaba dirigida por un Magistrado local, que al parecer utilizaba la influencia de su oficina para tener acceso a los prisioneros en Sídney, donde les aconsejó "mantenerse unidos y no decir nada". Ni uno solo de los once acusados prestó declaración contra los demás en el juicio, cosa que Gipps atribuyó a la influencia del Magistrado.

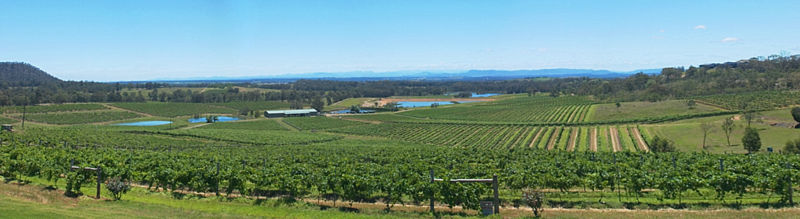
Vista panomárica del Valle de Hunter

### Primer juicio
El encargado de la station, Anderson, el único testigo blanco, fue testigo clave de la fiscalía. Declaró cómo los doce hombres habían atado juntas a las víctimas y se las llevaron. También dijo que Edward Foley, uno de los autores, le había mostrado una espada cubierta de sangre. El testimonio de Anderson fue apoyado por William Hobbs y por el Magistrado Edward Denny Day, que había llevado a cabo la investigación policial.
El Presidente del Tribunal, James Dowling se encargó de recordar al jurado que la ley no hacía distinción entre el asesinato de una persona aborigen y el asesinato de un europeo. El jurado, tras deliberar durante apenas veinte minutos, declaró inocentes a los once acusados. Uno de los miembros del jurado, más adelante, declaró al diario The Australian que a pesar de que consideraba a los hombres culpables de asesinato, no podía condenar a un hombre blanco por matar a un aborigen:
"Yo veo a los negros como un conjunto de monos y cuanto antes sean exterminados de la faz de la tierra, mejor. Sabía que los hombres eran culpables de asesinato, pero nunca volveré a ver a un hombre blanco ahorcado por matar a un negro."

### Segundo juicio
El fiscal general Plunket, sin embargo, solicitó al juez que se mantuviera detenidos a los prisioneros en espera de otros cargos por el mismo incidente. A pesar de que los once quedaron en prisión preventiva, solo siete lo estaba para hacer frente a un segundo juicio. El segundo juicio se llevó a cabo el 29 de noviembre. Anderson, que había sido el testigo clave en el primer juicio, hizo un recuento aún más lúcido de la masacre en el segundo juicio. Declaró ante el tribunal:
"Mientras el Patrón estaba de viaje llegaron unos hombres un sábado, alrededor del día 10, no puedo decir cuántos días después de su marcha; llegaron a caballo, armados con mosquetes, espadas y pistolas, y todos ellos estaban armados ... Los negros, cuando vieron venir a los hombres, corrieron hacia la choza y los hombres, a continuación, todos ellos, bajaron de sus caballos y les pregunté qué pensaban hacer con los negros, y Russel contestó: "Vamos a llevarlos a la parte posterior del terreno, para asustarlos."
Anderson testificó de que los aborígenes encerrados en la cabaña habían gritado dirigiéndose a él pidiéndole ayuda. Dijo que dos mujeres se quedaron en las cabañas, una "porque dijeron que era bien parecida" y la otra una niña joven que había quedado atrás, que trató de seguir a su madre, que estaba atada con los demás, antes de que Anderson la llevara de vuelta a la cabaña. También otros dos muchachos jóvenes lograron escapar y esconderse en el arroyo.
Anderson también declaró acerca del retorno de los autores y la quema de los cuerpos.
"Vi humo en la misma dirección en la que se fueron; esto fue poco después de que se fueran con palos para hacer fuego ... Fleming le dijo a Kilmeister que fuera poco después y pusiera los troncos de madera juntos para estar seguros de que todos [los restos] se consumieran ... Las chicas se fueron, y los dos muchachos y el niño se despidieron con 10 compañeros negros partiendo durante la mañana ... No me gustó que permanecieran conmigo, ya que los hombres podían volver y matarlos."
Anderson dijo que quería decir toda la verdad durante el segundo juicio. También dijo que él no aspiraba a recompensa por su testimonio; por el contrario, dijo que solo pedía protección. El juicio continuó hasta las 2 de la madrugada del 30 de noviembre, cuando los siete hombres fueron declarados culpables. El 5 de diciembre fueron condenados a ser ejecutados en la horca. La sentencia fue confirmada por el Consejo Ejecutivo de Nueva Gales del Sur el 7 de diciembre, y Gipps dijo más tarde en un informe que no existían circunstancias atenuantes que hubieran podido reconocerse a ninguno de los acusados, y que no se podía justificar que cualquiera de los hombres fuese más o menos culpable que los demás. Los siete condenados fueron ejecutados en la madrugada del 18 de diciembre.
Esta fue la primera (y única) vez en la historia de Australia en la que emigrantes europeos fueron ahorcados por una masacre de aborígenes.

## Consecuencias
El caso dio lugar a grandes protestas entre los sectores de la población y los medios de comunicación, a veces en favor de los condenados. Por ejemplo, un artículo en el The Sydney Morning Herald, declaró que "toda la pandilla de animales de raza negra no vale el dinero que los colonos tendrán que pagar para la impresión de los tontos documentos judiciales en que ya hemos desperdiciado demasiado tiempo".
John Fleming, el líder de la masacre, nunca fue capturado, y fue presuntamente responsable de más masacres en las Llanuras de Liverpool y  Nueva Inglaterra. A su hermano, Joseph Fleming, también se le vinculó con las masacres en la región de Maranoa, en el suroeste de Queensland.
John Blake, uno de los cuatro acusados absueltos en el primer juicio y contra el cual no se presentaron cargos posteriormente, se suicidó cortándose la garganta en el año 1852. Sus descendientes dicen que les gusta pensar que lo hizo por una conciencia culpable.
Los ejecutados el 18 de diciembre de 1838, fueron: Charles Kilmeister, James Oates, Edward Foley, John Russell, John Johnstone, William Hawkins y James Parry.
Las razones (¿?) de la masacre: La Masacre de Myall Creek fue solo una de muchas masacres que tuvieron lugar en ese distrito (las Llanuras de Liverpool) en esa época. Hubo muchas otras masacres que tuvieron lugar al otro lado de la colonia, ya que se expandieron a través de más y más tierras de los aborígenes. Como en otras partes de la colonia los aborígenes, a veces, se resistieron a la invasión de sus tierras arponeando las ovejas y el ganado para su alimentación y, en ocasiones, atacando las cabañas de los ganaderos y matando a los hombres blancos. En el distrito de las Llanuras de Liverpool se había atacado con lanzas algún ganado y cabañas asesinando a dos hombres blancos (supuestamente por los aborígenes). Los ocupantes ilegales se quejaron de estos hechos al Gobernador Snodgrass, que envió al Mayor James Nunn y una veintena de soldados hasta la localidad. James Nunn contó con la asistencia de hasta veinticinco ganaderos locales y juntos cabalgaron alrededor de todo el distrito matando a los aborígenes que encontraron. La campaña de James Nunn culminó en la Masacre de Waterloo Creek del año 1838 en Waterloo Creek. Como no se cuenta con registros históricos, no es posible determinar con precisión el número exacto de aborígenes que fueron masacrados allí, pero las estimaciones oscilan entre veinticinco y más de cien.
Cuando James Nunn regresó a Sídney, muchos de los ocupantes ilegales y los ganaderos locales continuaron la "unidad" en contra de los aborígenes. Los autores de la masacre de Myall Creek fueron algunos de los que continuaron con las masacres despiadadas. Los aborígenes muertos en Myall Creek no participaron en ninguno de los ataques contra el ganado y las cabañas de los ganaderos que estaban ocurriendo en otras partes, ya que habían estado viviendo en paz en McIntyre y en las station de Wiseman durante muchos meses antes de trasladarse a Myall Creek. Simplemente quedaron atrapados por el deseo de los británicos de expulsarlos de sus tierras para poder continuar la expansión de la colonia.
En su libro, Blood on the Wattle (Sangre en las Acacias), el periodista Bruce Elder dice que los enjuiciamientos resultaron en exitosos pactos de silencio que pasaron a ser una práctica común para evitar pruebas en los procesos posteriores. Otro de los efectos, como informó un periódico moderno de Sídney, fue que en adelante se recurrió más al envenenamiento de los aborígenes como "práctica más segura". Muchas fueron las masacres que quedaron impunes  por estas prácticas, que recibieron variados nombres como "conspiración", "pacto" o "código de silencio".

## Memorial
El 10 de junio de 2000 se inauguró un monumento a las víctimas de la masacre, que consiste en una roca de granito y una placa con vistas al sitio de la masacre. La ceremonia se celebra cada año el 10 de junio para conmemorar a las víctimas. El monumento fue vandalizado en enero del año 2005, suprimiéndose las palabras "muerte", "mujeres" y "niños" para hacer ilegible la inscripción de la placa. El monumento está ubicado a 23 km al noreste de Bingara, en el cruce de las carreteras de Bingara a Delungra y Whitlow.29°46.8′S 150°42.9′E / -29.7800, 150.7150
La Masacre de Myall Creek y el sitio conmemorativo fueron incluidos en la Lista del Patrimonio Nacional de Australia el 7 de junio de 2008.

## Lecturas recomendadas
- Clark, Manning (1998). History of Australia. Abridged by Michael Cathcart. Melbourne University Press. ISBN 0-522-84779-X.
- «Myall Creek Massacre». Parliament of New South Wales Hansard. Archivado desde el original el 28 de agosto de 2010. Consultado el 26 de septiembre de 2005.
- Roderick Flanagan (1888). «Chapter 15: The Myall Creek Massacre». The Aborigines of Australia. pp. 141-154. (at Wikisource)
- Milliss Roger, Waterloo Creek. Penguin Books, 1992
- Stewart, Peter, Demons at Dusk, Massacre at Myall Creek. Sid Harta Publishers. 2007